# Геффкен, Фридрих Генрих
Фридрих Генрих Геффкен (нем. Friedrich Heinrich Geffcken, 9 декабря 1830 — 1 мая 1896) — немецкий публицист, дипломат, юрист; профессор в Страсбурге (1872—1881), приближенный кронпринца Фридриха (будущий император Фридрих III), в 1888 издал его дневник о войне (1870—1871), за что подвергся преследованию Бисмарка, но был оправдан судом.

## Биография
Геффкен родился в Гамбурге в семье сенатора; был ганзейским министром-резидентом в Берлине и Лондоне, профессором государственных наук в Страсбурге, членом эльзас-лотарингского государственного совета. Держась ультраконсервативных воззрений, Геффкен выступил в печати ожесточенным противником Бисмарка, порицал его культурную борьбу, его восточную политику и военные законы, в особенности в анонимных статьях, помещавшихся в английском журнале «Contemporary Review». Геффкен был одним из доверенных лиц кронпринца Фридриха-Вильгельма (впоследствии император Фридрих III).

## Скандал
Вскоре по смерти Фридриха III Геффкен анонимно напечатал в «Deutsche Rundschau» (1888, октябрь) дневник кронпринца, веденный им во время войны 1870—1871 г («Aus Kayser Friedrichs Tagebuch, 1870—71») и данный им Геффкену в 1873 г. только для прочтения, между тем, Геффкен тайно сделал с него копию. Из дневника вытекало, между прочим, что в деле провозглашения Германской империи первенствующая роль принадлежала кронпринцу, что император и Бисмарк не решались на этот шаг, и что, наконец, в главной квартире шла речь о насильственном подчинении южно-германских держав прусскому владычеству. (Для России представляет интерес следующая подробность: правители Пруссии были неприятно поражены «преждевременным» шагом России относительно Чёрного моря и по этому поводу Бисмарк обозвал наших дипломатов «глупцами»). В докладе императору от 23 сентября 1888 г. Бисмарк отрицал подлинность дневника в той форме, в какой он напечатан. Вслед за тем привлечен был к судебной ответственности виновник напечатания, против которого предъявлено было обвинение в подлоге, если дневник не подлинный, и в обнародовании государственных тайн, если он подлинный. Геффкен был арестован и доставлен в Берлин. Судебное следствие подтвердило подлинность дневника; оказалось только, что Геффкен напечатал его с пропусками, и что в распоряжении его была лишь первая редакция дневника, которую кронпринц впоследствии переработал и дополнил. На суде оказалось, что вступительные манифесты императора Фридриха III, равно как рескрипт его князю Бисмарку, были написаны Геффкеном ещё в 1885 г., по поручению покойного кронпринца, вследствие известия о продолжительном обмороке, случившемся с императором Вильгельмом. В своем приговоре от 4 января 1889 г. высший имперский суд признал, что Геффкен обнародовал данные, сохранение которых в тайне важно было для блага Германской империи; но осознание Геффкеном преступности и вреда совершенного им деяния суд нашёл недоказанным и потому освободил его от наказания. Этот приговор был истолкован газетами как чувствительное поражение, нанесенное лично имперскому канцлеру. В виде ответа на эти толкования и догадки, Бисмарк, с разрешения императора, приказал обнародовать в «Имперском Указателе» обвинительный акт по делу Геффкена.

## Сочинения
- «Staat und Kirche, in ihrem Verhältniss geschichtlich entwickelt» (Берл., 1875; распространенное англ. изд., Лонд., 1877)
- «Zar Geschichte des orientalischen Kriegs 1854—55» (Берл., 1881 — труд, весьма важный для истории Восточного вопроса, в особенности для истории Парижского конгресса, для которой автор пользовался неизданной перепиской Пальмерстона с лордом Кларендоном)
- «La question du Danube» (Берл., 1883)
- «Die völkerrechtliche Stellung des Papstes» (Берл., 1885)
- «Das Recht der Intervention» (в Holtzendorffs «Handbuch des Völkerrechts» и отд. Гамб., 1887)
- «Politische Federzeichnungen» (Берл., 1888)

Анонимно Геффкен напечатал:
- «Die Reform des preussischen Verfassung» (Лпц., 1870)
- «Der Staatsstreich von 1851 und seine R ü ckwiikung auf Europa» (Лпц., 1870)
- «Die Verfassung des deutschen Bundesstaats» (2 изд., Лпц., 1870)
- «L’impasse orientale» (Лпц., 1871)

Наконец, Геффкену принадлежат новая обработка «Guide diplomatique» Мартенса (Лпц., 1866) и изд. учебника Гефтера, с дополнениями и примечаниями (Берл., 1881).